# Letter to You
Letter to You (Carta para ti en español) es el vigésimo álbum de estudio del artista rock Bruce Springsteen, que fue lanzado el 23 de octubre de 2020 por Columbia. Significa el primer álbum de Springsteen con su clásica banda de apoyo E Street Band, desde High Hopes del 2014. Su lanzamiento fue recibido con elogios de la crítica de forma generalizada, en particular la manera profunda en que trata el tema de la mortalidad y el envejecimiento. Fue un éxito comercial, encabezando varias listas de ventas internacionales.

## Canciones
1. «One Minute You’re Here» - 3:00
2. «Letter to You» - 4:55
3. «Burnin' Train» - 4:03
4. «Janey Needs a Shooter» - 6:49
5. «Last Man Standing» - 4:05
6. «The Power of Prayer» - 3:36
7. «House of a Thousand Guitars» - 4:30
8. «Rainmaker» - 4:56
9. «If I Was the Priest» - 6:50
10. «Ghosts» - 5:54
11. «Song for Orphans» - 6:13
12. «I’ll See You in My Dreams» - 3:29

## Personal
Bruce Springsteen y la E Street Band
- Roy Bittan – piano, coros
- Jake Clemons  – saxofón
- Charles Giordano – órgano, coros
- Nils Lofgren – guitarra, coros
- Patti Scialfa – coros
- Bruce Springsteen – guitarra, coros, armónica, producción
- Garry Tallent – bajo, coros
- Steven Van Zandt – guitarra, coros
- Max Weinberg – batería, coros

Personal Técnico
- Ron Aniello – producción
- Bob Clearmountain – mezclas
- Danny Clinch – fotografía
- Bob Ludwig – masterización